# (100599) 1997 QV4
(100599) 1997 QV4 es un asteroide perteneciente al cinturón de asteroides, descubierto el 31 de agosto de 1997 por Wolf Bickel desde el Observatorio de Bergish Gladbach, Bergisch Gladbach, Alemania.

## Designación y nombre
Designado provisionalmente como 1997 QV4.

## Características orbitales
1997 QV4 está situado a una distancia media del Sol de 2,303 ua, pudiendo alejarse hasta 2,506 ua y acercarse hasta 2,101 ua. Su excentricidad es 0,087 y la inclinación orbital 1,629 grados. Emplea 1277,32 días en completar una órbita alrededor del Sol.

## Características físicas
La magnitud absoluta de 1997 QV4 es 17,2.